# سيلينة حسونية
السيلينة الحسونية (باللاتينية: Silene hussonii) نوع نباتي يتبع جنس السيلينة من الفصيلة القرنفلية.

## الموئل والانتشار
موطنها المشرق العربي ووادي النيل.